# Ерик Бана
Ерик Банадиновић (енгл. Eric Banadinović; Мелбурн, 9. август 1968), познат као Ерик Бана (енгл. Eric Bana), аустралијски је глумац и комичар. Своју каријеру започео је у серијској скеч-комедија Full Frontal, пре него што је стекао пажњу у комичној драми The Castle (1997) и биографском криминалистичком филму Чопер (2000).
После деценије улога у аустралијским телевизијским серијама и филмовима, Бана је привукао пажњу Холивуда улогом у ратном филму Пад црног јастреба (2001) и као Брус Банер у суперхеројском филму Хулк (2003). Глумио је Хектора у епском ратном филму Троја (2004), а затим имао главну улогу у историјском трилеру Стивена Спилберга Минхен(2005). Године 2009. тумачио је негативца Нера у научнофантастичном филму Звездане стазе, који је постигао критички и комерцијални успех. Бана је наставио са сталним радом током 2010-их, глумећи поручника Ерика С. Кристенсена у филму Једини преживели (2013) и полицијског наредника Ралфа Сарчија у хорору Спаси нас од зла (2014). Године 2018. тумачио је насловну улогу у мини-серији заснованој на истинитом злочину Dirty John. Године 2020. вратио се у Аустралију како би играо у трилеру Суша, чија се радња дешава у унутрашњости континента.
Бана је добитник неколико награда Аустралијског филмског института и тумачио је упечатљиве главне и споредне улоге у различитим жанровима, од епских филмова до научне фантастике и акционих трилера. Поред глуме, Бана је и ентузијаста мото-спортова, и учествовао је у различитим тркачким такмичењима у Аустралији. Именован је за члана Реда Аустралије (АМ) 2019. године, у оквиру почасних признања поводом рођендана, за свој допринос драмској уметности.

## Рани живот и образовање
Ерик Мартин Ендру Банадиновић рођен је 9. августа 1968. у Мелбурну, држави Викторија. Његов отац Иван био је Хрват, рођен у Загребу, и радио је као менаџер логистике за компанију Caterpillar Inc., док је његова мајка Елеонор, Немица пореклом из близине Манхајма у Немачкој, била фризерка. Има старијег брата по имену Ентони. Изјавио је: „Увек сам био поносан на своје порекло, које је имало велики утицај на моје одрастање. Увек сам био у друштву људи европског порекла.” Одгајан је у католичкој вери. Одрастао је у предграђима Мелбурна, Бродмедоузу и Туламарину,] и похађао је школу Пенли и Есендон грамар.
Показивао је глумачки таленат још у раном детињству, са шест или седам година почео је да имитира чланове породице, најпре опонашајући ходање, глас и манире свог деде. У школи је имитирао наставнике како би се извукао из невоља. Као тинејџер, гледао је филм Побеснели Макс са Мелом Гибсоном и одлучио да жели да постане глумац. Ипак, озбиљно је размишљао о каријери у извођачким уметностима тек 1991. године, када су га наговорили да проба стенд-ап комедију док је радио као бармен у хотелу Castle у Мелбурну. Његови наступи у пабовима у центру града нису му доносили довољно прихода за живот, па је наставио да ради као бармен и конобар.

## Каријера

### Почеци (1993–1997)
Године 1993, Ерик Бана се први пут појавио на телевизији у касновечерњем ток-шоу Стaјва Визарда Tonight Live. Његов наступ је привукао пажњу продуцената серије скеч-комедија Full Frontal, који су га позвали да се придружи као писац и извођач. Током четири године на тој емисији, Бана је писао већи део свог материјала и неке ликове заснивао на члановима породице. Његове имитације Колумба, Арнолда Шварценегера, Силвестера Сталонеа, Тома Круза и аустралијске ТВ личности Реја Мартина учиниле су га веома популарним код гледалаца. Овај успех довео је до снимања комичног албума Out of Bounds 1994. године, као и до телевизијског специјала Eric 1996. Емисија, састављена од скечева са ликовима из свакодневице, инспирисала је покретање серије The Eric Bana Show. Ову емисију је Бана сам писао и у њој наступао, а садржала је скечеве, стенд-ап и гостовања познатих личности. Серија није имала велику гледаност и укинута је након осам епизода. Ипак, 1997. године добио је Logie Award за „најпопуларнију комичну личност“ за рад на тој емисији.
Те исте године, Бана је дебитовао на филму у аустралијској комедији The Castle, која прати борбу породице из Мелбурна да задржи свој дом у близини аеродрома, који покушава да их исели. Бана је играо споредну улогу, Кона Петропулоса, кик-боксера и зета главе породице. Филм је био неочекиван критички и финансијски успех и зарадио је преко 10 милиона аустралијских долара.

### Пробој у Холивуду (1998–2004)
Године 1997, и поред недостатка искуства у драмским улогама, редитељ Ендру Доминик је понудио Бани улогу у филму Чопер (2000), биографском филму о чувеном аустралијском криминалцу Чоперу Риду. Доминик је дуго тражио глумца за ту улогу, а одлуку да ангажује Бану донео је након што му је сам Рид предложио глумца, видевши га на телевизији.
Због улоге, Бана је обријао главу, добио 14 килограма и провео два дана са Чопером како би усавршио његово понашање и говор. Током снимања, долазио је на сет у 4 ујутру, где су му пет сати наносили тетовaже по телу. Иако је филм имао ограничено приказивање ван Аустралије, Банина глума добила је одличне критике. Амерички критичар Роџер Иберт написао је: „У комичару по имену Ерик Бана, филмски ствараоци су пронашли, чини ми се, будућу звезду. Он има оно што ниједна школа глуме не може да вас научи.“ Чоперу је био критички и финансијски успех у Аустралији и номинован је за најбољи филм на наградама Аустралијског филмског института, док је Бана освојио награду за најбољег глумца.
Године 2001, редитељ Ридли Скот га је ангажовао без аудиције за филм Пад црног јастреба, у ком је тумачио америчког војника, наредника Хута из елитне јединице Delta Force. Препоруку је дао Расел Кроу, а Скот је био импресиониран његовом улогом у Чоперу. Бана је изгубио килограме које је добио за претходни филм и почео са строгим физичким тренингом. У САД је тренирао са Delta Force војницима у Форт Брегу, где је учио тактике борбе и руковање оружјем. У периоду 2000–2001, паралелно са холивудском каријером, појављивао се у аустралијској сапуници Something in the Air, али је након две сезоне напустио серију да би се посветио раду у Америци.
Наредни пројекат био је аустралијски филм The Nugget (2002), комедија о тројици радника чији се живот мења након што открију златни грумен. Филм је доживео умерен успех. Док је снимао The Nugget, понуђена му је главна улога Бруса Бенера у филмској адаптацији стрипа Невероватни Хулк. Пристао је тек након што је сазнао да ће редитељ бити Анг Ли, који га је одушевио филмом Ледена олуја. Рекао је да га је улога привукла јер „лик Бруса Бенера има драмски потенцијал“ и јер је „нетипичан суперхерој“.
Иако је филм Хулк (2003) добио мешовите критике и био умерен успех на биоскопским благајнама, Банина глума је добила похвале. Џек Метјуз из New York Daily News написао је да је Бана „улогу одиграо са великом уверљивошћу“. Те године, Бана је позајмио глас ајкули Анкору у Пиксаровом анимираном хиту Потрага за Немом, који је био критички и комерцијални тријумф.
Године 2004, Бана је глумио заједно са Бредом Питом и Орландом Блумом у ратном епу Троја. Тумачио је лик принца Хектора, вођу тројанских снага које се боре против грчког ратника Ахилеја. Када је прочитао сценарио, привукао га је лик Хектора за којег је изјавио: „да се саосећа са њим. Осећао сам да је он једноставно диван лик [...] Орланда обожавам, већ смо радили заједно и када је добио улогу мог млађег брата, то је било сјајно осећање и надам се да се то види у филму.“ Бана се такође припремао за улогу узимајући часове мачевања и учећи јахање. Иако су критике на Троју биле мешовите, филм је био финансијски успешан, зарадивши 497 милиона америчких долара. Банина глума је добро прихваћена; Стела Папамихаел са BBC-ја је сматрала да је он „магнетичан“, а Десон Томсон из The Washington Post-а веровао је да је његов наступ био „потресан“.

### Историјски филмови и Звездане стазе (2005–2010)
Након мешовитог пријема филмова Хулк и Троја, филмски критичари доводили су у питање Банину исплативост у високобуџетним пројектима. Он је у интервјуу за Empire одговорио: „Није као да је Хулк пропао. Када си на дугом снимању, то је велика лична инвестиција. Ако нисам задовољан коначним резултатом, био бих проклето љут, али до сада сам сваки пут био задовољан. Троја је могао да заради 50 долара и не бих зажалио.“
Године 2005, Бана је глумио заједно са Данијелом Крејгом и Џефријем Рашом у контроверзном трилеру Стивена Спилберга Минхен. Тумачио је Авнера, агента израелског Мосада, који добија задатак да лоцира и ликвидира терористе из организације „Црни септембар“, осумњичене за масакр израелских спортиста на Олимпијским играма 1972. Филм је добио позитивне критике и зарадио 131 милион долара широм света. Такође је номинован за пет Оскара 2006. године. Los Angeles Times је истакао како Бана у улози Авнера „пројектује комбинацију осетљивости и немилосрдности, и зна да прикаже лице на којем је забринутост ново искуство“. The Telegraph је био подједнако импресиониран његовом „емотивном и божанствено уверљивом“ глумом.

Године 2006, Бана је позван да постане члан Америчке академије филмске уметности и наука. Романтична комедија Блефер, на којој је радио пре Минхена, објављена је почетком 2007. У њој глуми Хака Чивера, професионалног покераша који мора да превазиђе личне проблеме како би победио на великом турниру у Лас Вегасу. Филм је добио негативне критике; један критичар је рекао да Банина глума „једноставно није довољно привлачна да бисмо се бринули да ли ће успети или не“. Његов следећи филм био је аустралијска драма Мој отац, Ромул (2007), заснована на истоименој мемоарској књизи Рајмонда Гаите. Филм приказује живот пара који се, упркос бројним недаћама, бори да подигне сина. По објављивању, филм је добио критичке похвале, а Бана је за своју улогу добио другу награду Аустралијског филмског института за најбољег глумца.
Следећи пројекат био је историјска драма Друга Боленова кћи (2008), у којој је играо енглеског краља Хенрија VIII, уз Скарлет Јохансон и Натали Портман. Бана је признао да га је изненадила понуда за ту улогу и додао да би је „вероватно само одбацио да му је понуђена под неким другим насловом“. Године 2009, глумио је са Крисом Пајном и Закаријем Квинтом у научнофантастичном филму Звездане стазе. Тумачио је Нера, капетана рударског брода Ромуљана који покушава да се освети Споку, кога криви за уништење своје планете и народа. За потребе улоге, Бана је обријао главу и носио тетоваже по лицу, што је оставило снажан утисак на редитеља Џеја Џеја Ејбрaмса. Филм је наишао на позитивне критике и зарадио преко 380 милиона долара широм света. Бана је касније изјавио: „Било је то невероватно искуство и дивна група глумаца“, али није поновио улогу у наставку из 2013. године, објаснивши: „То је за мене било само једном и доста.“
Године 2009, Бана се појавио и у научнофантастичном филму Жена временског путника, заснованом на истоименом роману Одри Ниференегер из 2003. Режију је потписао Роберт Швентке, а у главним улогама су и Рејчел Мекадамс и Рон Ливингстон. Радња прати Хенрија Детамбла (Бана), библиотекара из Чикага који болује од паранормалног генетског поремећаја због којег насумично путује кроз време, док покушава да изгради љубавну везу са Клер Абшајр (Мекадамс), која ће му постати супруга. Иако је филм углавном добио негативне критике, рецензент The Sydney Morning Herald-а је похвалио хемију између Бане и Мекадамс: „Заједно постижу интимност која даје све од себе да вам одврати пажњу од недостатака у сценарију“.
Бана је 2009. године глумио заједно са Адамом Сендлером и Сетом Рогеном у филму Комичари у режији Џада Апатова, што је била његова прва улога у једној америчкој мејнстрим комедији. Роген га је изабрао јер је био обожавалац његовог раног телевизијског рада и био је импресиониран његовом улогом у Минхену. Питер Треверс из часописа Rolling Stone дао је филму 3½ од 4 звездице и написао да Бана показује „прави комичарски таленат“. Те исте године, Бана је режирао и глумио у документарцу Звер у нама, у којем описује свој лични однос са својим првим аутомобилом, Ford GT Falcon Coupe, и прати свој развој као заљубљеника у аутомобиле. На том путу, тражи савете од тројице дугогодишњих пријатеља и познатих личности попут Џеја Лена, Џеремија Кларксона и др Фила. Поред тога, позајмио је глас лику Дејмијена, Грка из Аустралије, у анимираном филму Мери и Макс.

### Даљи развој каријере (2011–данас)
Године 2011, Бана је глумио бившег агента ЦИА-е Ерика Хелера у акционом трилеру Хана, заједно са Сарше Ронан и Кејт Бланшет. Филм је био успешан и заузео је друго место на благајнама у САД. Критичари су похвалили његов наступ, а један га је описао као „прожет сенком трагичне душе“. Следеће године, Бана је глумио у криминалистичкој драми Замка, у којој двоје брата и сестара покушавају да преживе након неуспеле пљачке казина. Филм је добио „мешовите или просечне критике“, али је један критичар похвалио Бану као „шарматног хладнокрвног убицу“.
Бана је 2013. играо поручника Ерика С. Кристенсена у ратној драми Једини преживели. Рекао је: „Пит Берг и ја смо сарађивали пре много година, остали смо у контакту, и кад ме је позвао за овај филм, одмах сам прихватио“. Филм је зарадио преко 154 милиона долара широм света.Часопис Variety је сматрао да је Бана одлично одабран за улогу, а критичар Мик Ласел је похвалио глумце јер су били „убедљиви у својој човечности, агонији и жестини“. Након тога је глумио адвоката у трилеру Затворен круг (2013), али критичари су оценили да између њега и партнерке Ребеке Хол нема довољно хемије.
Године 2014, Бана је глумио полицијског наредника Ралфа Сарчија у натприродном хорору Спаси нас од зла. Иако је филм зарадио скоро 88 милиона долара, критике су углавном биле негативне, а неки критичари су оценили да је Бана био лоше одабран за улогу. Године 2016, глумио је у комедији Рикија Џервејса Специјални дописници као радио новинар Френк Боневил. Филм је премијерно приказан на Трајбека фестивалу, а права за приказивање купио је Нетфликс. Иако су критике углавном биле негативне, неки су оценили да је Бана „надмашио“ Џервејса, и пружио улогу вредну гледања. У истој години, појавио се у Дизнијевом филму Тренуци храбрости као припадник обалске страже, и у драми Тајно писмо, где је играо доктора Стивена Грина. Иако филм није био добро примљен, један критичар је похвалио Банину „тиху интензивност“.
Године 2017, играо је краља Утера Пендрагона у филму Краљ Артур: Легенда о мачу. Такође је глумио убицу Пита Бломфилда у драми Опроштај, која је добила мешовите критике. Критичар The Village Voice-а је похвалио глуму, али је мишљења да је филм био нефокусиран. Године 2018, Бана је играо Џона у мини-серији Dirty John на каналу Браво, заснованој на истоименом true crime подкасту Кристофера Гофарда. Креаторка Александра Канингем је изјавила да јој је Бана био први избор за главну улогу; он је веома селективан када је у питању избор „правих“ ликова. Он је рекао: „Није важно шта је у питању. Сваком филму који сам радио, то је увек била водиља у доношењу одлука, засигурно.“ Дејвид Секстон из Evening Standard-а је сматрао да је Бана био савршен: „Бана је сјајан као Дрти Џон — толико секси и привлачан, а ипак језив.“ Године 2021, Бана је играо у мистериозној драми The Dry, заснованој на истоименој књизи Џејн Харпер. Те исте године, Бана је позајмио глас чувару зоолошког врта Чезу у анимацији Back to the Outback. Године 2022, дао је глас Монтереју Џеку у анимацији Chip 'n Dale: Rescue Rangers, и појавио се у драми Blueback, која је премијерно приказана на Међународном филмском фестивалу у Торонту.

## Приватни живот
У званичним документима са личним подацима и даље користи своје презиме по рођењу, Банадиновић.
Године 1995, док је радио на телевизијској серији Full Frontal, Бана је започео везу са Ребеком Глисоном, публицисткињом на телевизији Seven Network и ћерком тадашњег председника Врховног суда Новог Јужног Велса, а касније и Врховног суда Аустралије, Марија Глисона. Венчали су се 1997. године, након што јој је Бана запросио руку током путовања у Сједињене Америчке Државе, које је освојио у наградној игри магазина Cleo, када је проглашен за њиховог „нежењу године” 1996. године. Бана и Глисон имају двоје деце: Клауса (рођеног 1999) и Софију (рођену 2002). Клаус је завршио студије филма на Универзитету Викторије, док је Софија завршила две године студија плеса са пуним радним временом и наставља студије са скраћеним радним временом на Универзитету у Мелбурну. Његова свастика је садашња судија Врховног суда Аустралије, Џеклин Глисон.
Бана је одликован титулом Члана Реда Аустралије (AM) 2019. године у оквиру рођенданских почасти, за свој допринос драмској уметности.

### Интересовања и хобији
Бана је ентузијаста мото-трка и учествује у разним тркачким такмичењима у Аустралији. Са 14 година је желео да напусти школу како би се у потпуности посветио раду као аутомеханичар, али га је отац убедио да заврши школовање, саветујући га да не претвара хоби у посао. Свој први аутомобил, Ford Falcon купе из 1974. године, купио је са 15 година за 1.100 аустралијских долара и са њим је дебитовао у мото-спорту на трци Targa Tasmania 1996. године, недељној трци око Тасманије. Године 2004, Бана је купио Porsche 944 како би учествовао у аустралијском Porsche Challenge-у. Током такмичења 2004. године, често се пласирао међу првих десет, а у новембру је на трци у Сандауну освојио четврто место, што је и његов лични рекорд. Дана 21. априла 2007. године, Бана је доживео удес са својим Ford Falcon Coupe из 1974. на трци Targa Tasmania 2007, али су он и сувозач прошли без повреда. Појавио се у британској аутомобилској емисији Top Gear 15. новембра 2009. као гост у сегменту Star in a Reasonably Priced Car.
Бана је велики обожавалац аустралијског фудбала. Љубав према спорту започела је у детињству када га је кума водила на утакмице клуба St Kilda Football Club, његовог омиљеног тима у Аустралијској фудбалској лиги (AFL). Често је виђан на утакмицама AFL-а када се налази у Аустралији. Његова љубав према клубу St Kilda довела је до тога да се клуб појави у филму Funny People, као и у Баниној промоцији тог филма 2009. године, посебно у емисији Late Night with Jimmy Fallon на NBC-у. Године 2010, Бана је именован за „Број 1 власника карте” клуба St Kilda.

### Хуманитарни рад
Бана је амбасадор хуманитарне организације Youth Off The Streets (Млади ван улице) коју води отац Крис Рајли и која помаже младима без дома. Појављивао се у рекламама заједно са Рајлијем како би подржао годишњу акцију прикупљања средстава ове организације. Бана је такође заговорник организације Mental Illness Fellowship, која ради на повећању свести о менталним болестима у Аустралији. Године 2004. појавио се у неколико високо пласираних реклама у оквиру њихове кампање.
Бана је такође активан у хуманитарним акцијама са Australian Childhood Foundation (Фондација за детињство Аустралије) и Bone Marrow Donor Institute (Институт за донаторе коштане сржи). Од 1995. године учествује у Toy Run-у Мотоциклистичког удружења у Мелбурну, хуманитарној акцији којом се прикупљају новац и играчке за децу у потреби током Божића.
Године 2005. Бана је наратирао документарни филм Terrors of Tasmania о угроженом тасманијском ђаволу. Филм прати живот женке тасманијског ђавола по имену Манганини и говори о неизлечивом раку лица који прети опстанку ове врсте. Сарађивао је и са организацијом RSPCA Australia, донирајући новац склоништима за животиње у Берлину током снимања филма Троја 2004. године.
Године 2007. Бана је представио епизоду Some Meaning in This Life из документарне серије Australian Story на каналу ABC-TV. Епизода је посвећена глумици Белинди Емет, која је глумила са Баном у филму The Nugget, а преминула је од рака годину дана раније.
Током сезоне шумских пожара у Аустралији 2019–2020, Бана је позајмио свој глас за серију радио и телевизијских реклама у циљу подршке донацијама за Gippsland Emergency Relief Fund (Фонд за хитну помоћ Гипсленда).

## Филмографија

### Филм
| Година | Назив                        | Улога               | Напомена                                      | Реф.                    |
| ------ | ---------------------------- | ------------------- | --------------------------------------------- | ----------------------- |
| 1997.  | The Castle                   | Кон Петропулос      | филмски деби                                  | [ 107 ]                 |
| 2000.  | Чопер                        | Марк Чопер Рид      |                                               | [ 14 ]                  |
| 2001.  | Пад црног јастреба           | Норм Хут Гибсон     |                                               | [ 15 ]                  |
| 2002.  | The Nugget                   | Лото                |                                               | [ 18 ]                  |
| 2003.  | Потрага за Немом             | Анкор               | гласовна улога                                | [ 21 ]                  |
| 2003.  | Хулк                         | Брус Банер / Хулк   |                                               | [ 20 ]                  |
| 2004.  | Троја                        | Хектор              |                                               | [ 23 ]                  |
| 2005.  | Минхен                       | Авнер Кауфман       |                                               | [ 31 ]                  |
| 2007.  | Блефер                       | Хак Чивер           |                                               | [ 35 ]                  |
| 2007.  | Мој отац, Ромул              | Ромулус Гајта       |                                               | [ 36 ]                  |
| 2008.  | Друга Боленова кћи           | Хенри VIII          |                                               | [ 37 ]                  |
| 2009.  | Мери и Макс                  | Демијен Поподопулос | гласовна улога                                | [ 50 ]                  |
| 2009.  | Звер у нама                  | себе                | документарни филм; такође продуцент и редитељ | [ 48 ]                  |
| 2009.  | Звездане стазе               | Нерон               |                                               | [ 39 ]                  |
| 2009.  | Жена временског путника      | Хенри Детембл       |                                               | [ 43 ]                  |
| 2009.  | Комичари                     | Кларк               |                                               | [ 47 ]                  |
| 2011.  | Хана                         | Ерик Хелер          |                                               | [ 51 ]                  |
| 2012.  | Замка                        | Адисон              |                                               | [ 56 ]                  |
| 2013.  | Затворен круг                | Мартин Роуз         |                                               | [ 108 ]                 |
| 2013.  | Једини преживели             | Ерик С. Кристенсен  |                                               | [ 57 ]                  |
| 2014.  | Спаси нас од зла             | Ралф Сарчи          |                                               | [ 63 ]                  |
| 2016.  | Тренуци храбрости            | Данијел Клаф        |                                               | [ 71 ]                  |
| 2016.  | Special Correspondents       | Френк Бонавил       |                                               | [ 67 ]                  |
| 2016.  | Тајно писмо                  | Вилијам Грин        |                                               | [ 73 ]                  |
| 2017.  | Краљ Артур: Легенда о мачу   | Утер Пендрагон      |                                               | [ 74 ]                  |
| 2017.  | The Forgiven                 | Пијет Бломфелд      |                                               | [ 75 ]                  |
| 2021.  | The Dry                      | Арон Фок            |                                               | [ 109 ]                 |
| 2021.  | Back to the Outback          | Чаз Хант            | гласовна улога                                | [ 82 ]                  |
| 2022.  | Chip 'n Dale: Rescue Rangers | Монтереј Џек        | гласовна улога                                | [ 110 ]                 |
| 2022.  | Blueback                     | Мед Мака            |                                               | [ 111 ]                 |
| 2024.  | Force of Nature: The Dry 2   | Арон Фок            |                                               | [ 112 ]                 |
| 2024.  | A Sacrifice                  | Бен Монро           |                                               | [ 113 ] [ 114 ] [ 115 ] |
| 2024.  | Мемоари једног пужа          | Џејмс               | гласовна улога                                | [ 116 ]                 |
| TBA    | Apex                         |                     | снимање у току                                | [ 117 ]                 |

### Телевизија
| Година     | Назив                                 | Улога        | Напомена                 | Реф.    |
| ---------- | ------------------------------------- | ------------ | ------------------------ | ------- |
| 1993–1996. | Full Frontal                          | разне улоге  | 66 епизода               | [ 9 ]   |
| 1996–1997. | The Eric Bana Show Live               | разне улоге  | 17 епизода               | [ 10 ]  |
| 1999–2000. | All Saints                            | Роб Билетски | 3 епизода                | [ 118 ] |
| 2000–2001. | Something in the Air                  | Џо Сабатини  | 202 епизода              | [ 119 ] |
| 2007.      | Kath & Kim                            | себе         | сезона 4: епизода 2      | [ 120 ] |
| 2009.      | Top Gear                              | себе         | сезона 14: епизода 1     | [ 95 ]  |
| 2018.      | The Joel McHale Show With Joel McHale | себе         | епизода: Roller Coaster? | [ 121 ] |
| 2018.      | Dirty John                            | Џон Михан    |                          | [ 80 ]  |
| TBA        | Untamed                               | Кајл Тарнер  | мини-серија, у снимању   | [ 122 ] |

### Видео-игра
| Година | Назив | Улога                         | Реф.    |
| ------ | ----- | ----------------------------- | ------- |
| 2003.  | Hulk  | Брус Банер / Хулк / Сиви Хулк | [ 123 ] |

## Награде и номинације
| Година | Асоцијација               | Категорија                     | Номиновано дело    | Резултат   | Реф.    |
| ------ | ------------------------- | ------------------------------ | ------------------ | ---------- | ------- |
| 1997.  | Logie Awards              | Најпопуларнија комична личност | Full Frontal       | Освојено   | [ 124 ] |
| 2000.  | Australian Film Institute | Најбољи глумац у главној улози | Chopper            | Освојено   | [ 125 ] |
| 2005.  | MTV Movie Awards          | Најбоља туча (са Бредом Питом) | Troy               | Номинација | [ 126 ] |
| 2007.  | Australian Film Institute | Најбољи глумац у главној улози | Romulus, My Father | Освојено   | [ 127 ] |
| 2009.  | Teen Choice Awards        | Најбољи глумац у главној улози | Star Trek          | Номинација | [ 128 ] |